# Viidu
Viidu (Duits: Wido) is een plaats in de Estlandse gemeente Saaremaa, provincie Saaremaa. De plaats heeft de status van dorp (Estisch: küla) en telt 35 inwoners (2021).
Tot in december 2014 behoorde Viidu tot de gemeente Lümanda, daarna tot in oktober 2017 tot de gemeente Lääne-Saare en sindsdien tot de fusiegemeente Saaremaa.
Bij Viidu ligt het natuurreservaat Viidumäe looduskaitseala, een boslandschap waarin elanden, wilde zwijnen en diverse vogelsoorten voorkomen. Het bezoekerscentrum, met de naam Audaku, is een voormalige leprozerie, die in gebruik was in de jaren 1904-1946.

## Geschiedenis
Viidu werd in 1645 voor het eerst genoemd onder de naam Widu Hanß und Viett, een boerderij op het landgoed van Lümanda. In 1798 had ze de naam Wido.